# Судзукі Тамоцу
Судзукі Тамоцу (яп. 鈴木 保; нар. 29 квітня 1947) — японський футболіст.

## Клубна кар'єра
Протягом 1972–1974 років грав за команду «Nissan».

## Тренерська робота
Протягом 1989–1996 років працював з жіночою збірною Японії, зокрема очолював її на чемпіонаті світу 1991, 1995 року а також на жіночому футбольному турнірі Олімпіади-1996.